# Sven Anér
Sven Anér, född 14 augusti 1921 i Adolf Fredriks församling i Stockholm, död 11 maj 2018 i Helga Trefaldighets församling i Uppsala, var en svensk journalist.

## Biografi
Sven Anér var son till bolagschef Josef Anér och  lärarinnan Gunvor Anér, född Löfvendahl  och gift med översättaren Lena Anér Melin och bror till Kerstin Anér, riksdagsledamot för Folkpartiet. 
Han är begravd i minneslunden på Uppsala gamla kyrkogård.
Sven Anér arbetade som journalist på Sveriges Television och Dagens Nyheter. Han var en drivande kraft vid tillkomsten av Miljöpartiet och en aktiv motståndare till kärnkraft. Han lämnade senare Miljöpartiet.

## Författarskap
Sven Anér har publicerat ett antal böcker om mordet på Olof Palme och under åren 1993–2005 gav han ut Palme-nytt, en nyhetstidning som riktade skarp kritik mot mordutredningen. De senaste åren blev han alltmer intresserad av Estoniakatastrofen och publicerade sedan 2005 nyhetsbrevet Estonia-brevet.

## Sven Anér i kulturen
I kriminalfilmen Hassel – Privatspanarna från 2012 spelar Sven Anér en roll väldigt nära sin egen person. Filmens handling kretsar kring den pensionerade polisen Roland Hassel som inlett privatspaningar kring mordet på Olof Palme.
I miniserien Den osannolika mördaren från 2021 spelas Sven Anér av Niklas Falk i en scen där han ifrågasätter Stig Engströms förehavanden vid platsen för mordet på Olof Palme. Scenen är baserad på ett verkligt möte som ägde rum i Skandiahuset i Stockholm 1989.

### Redaktör
- Estonia sprängdes! : [utförligt referat och kommentarer på svenska till de kompletta dokumenten på engelska] / dokumenten samlade och kommenterade av Sven Anér. Göteborg: Kärret. 2004. Libris 9430904. ISBN 91-971440-3-7